# William Jackson Hooker
Pour les articles homonymes, voir William Hooker et Hooker.
Sir William Jackson Hooker, né le 6 juillet 1785 à Norwich et mort le 12 août 1865 à Kew, est un botaniste britannique.

## Biographie
Fils de Joseph Hooker, William Jackson Hooker fréquente la Norwich School (en) puis obtient son Doctorat of Laws à l'université de Glasgow et un doctorat honoris causa en droit civil à l'université d'Oxford. 
Il étudie la flore d’Écosse (1806), d’Islande (1809), de France, de Suisse et d’Italie (1814). Il s’installe à Halesworth, dans le Suffolk en 1815 et y demeure jusqu’en 1820. Il devient alors titulaire de la Chaire royale de botanique à l’université de Glasgow, puis dirige les Jardins botaniques royaux de Kew à partir de 1841, fonction qu’il conserve jusqu’à sa mort. Il fonde avec John Stevens Henslow, à Kew, le premier muséum consacré aux végétaux d’importance économique en 1847.
Hooker devient membre de la Royal Society en 1812, de la Société linnéenne de Londres et de nombreuses autres sociétés savantes. 

## Œuvres
Il est l’auteur de recherches sur les fougères et sur les mousses, ainsi que de nombreux livres de botanique dont :
- British Jungermanniæ (1816).
- Flora Scotia (1821).
- Icones Plantarum (en) (dix volumes, 1827-1854).
- avec Robert Kaye Greville - Icones filicum (deux volumes : 1831)
- The British Flora (deux volumes, 1830-1836).
- Genera Filicum (1842).
- Species filicum (cinq volumes, 1846-1864).
- Synopsis filicum (1868).

## Famille
Son fils, l’explorateur et botaniste Sir Joseph Dalton Hooker, lui succède à la tête des Kew Gardens.